# Ralf Schmerberg

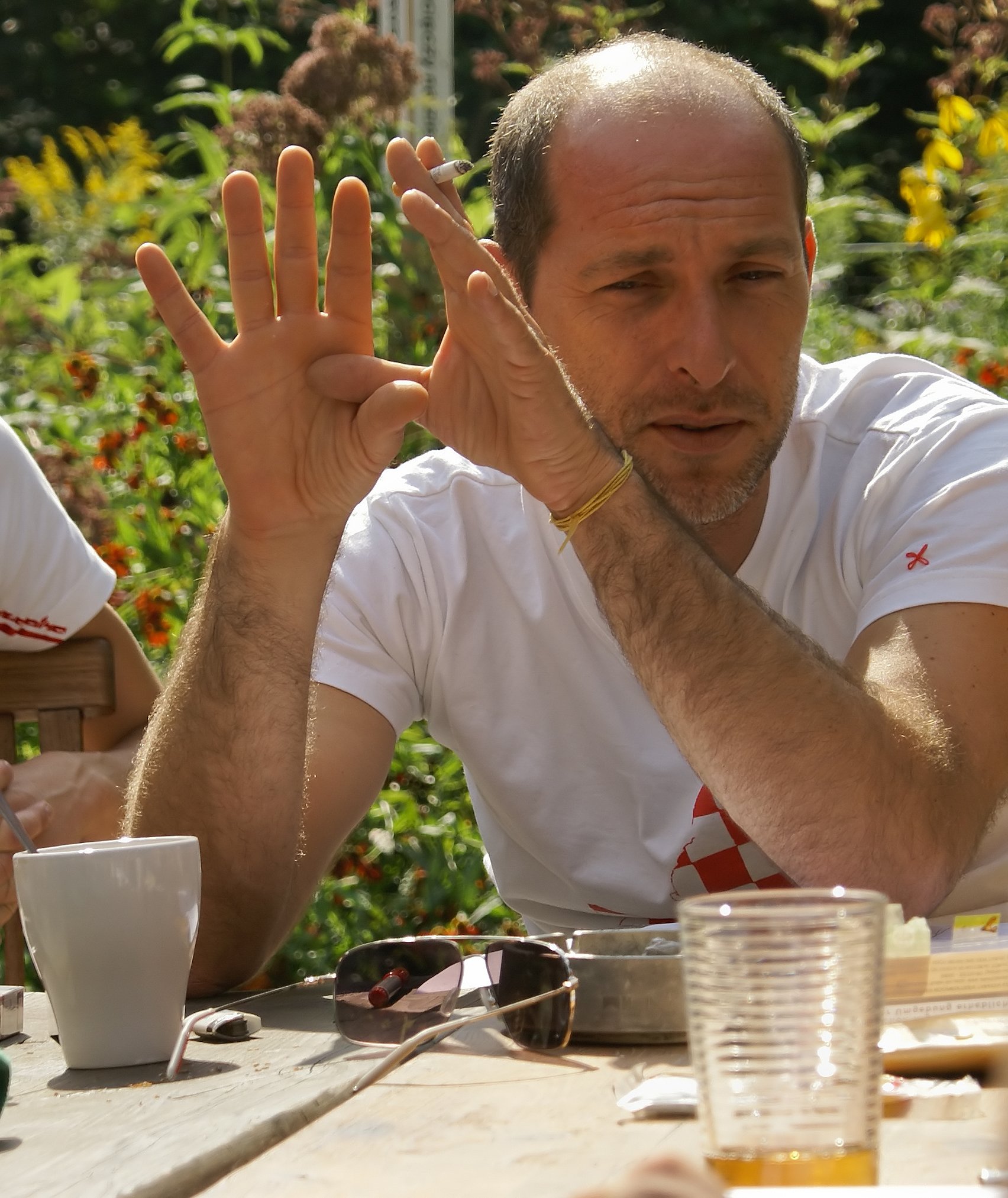
Ralf Schmerberg (2007)

Ralf Schmerberg (* 28. Januar 1965 in Ludwigsburg) ist ein deutscher Künstler und Filmemacher. Er begann seine Karriere als Autodidakt in der Fotografie und trug im Laufe der letzten 20 Jahre ein umfassendes Werk zusammen. Sein Œuvre umfasst Spielfilme, Dokumentarfilme, Kurzfilme, Video- und öffentliche Medieninstallationen, Social Gatherings und fotografische Arbeiten.
Ralf Schmerberg ist Mitglied der Deutschen Filmakademie und der Directors Guild of America. Er wurde mit einem Grimme Award und einem Cinema for Peace Award ausgezeichnet sowie für einen Emmy nominiert. Seine Werke Wind und Under Five wurden in die Archive der Filmabteilung des Museum of Modern Art in New York aufgenommen.
Schmerberg lebt und arbeitet in Berlin.

## Karriere
Ralf Schmerberg wuchs in Korntal, einer kleinen Stadt bei Stuttgart, auf. Im Alter von 17 Jahren entwickelte er ein zunehmendes Interesse für das Soziale und Politische. Auf der Suche nach einem alternativen, altruistischen Lebensstil brach er frühzeitig die Schule ab. Schmerberg folgte zunächst dem indischen Guru Bhagwan Shree Rajneesh und wurde einer seiner Sannyasins. 1985 traf er Jiddu Krishnamurti bei dessen letzten Reden in Saanen. Später lebte er unter dem 17. Karmapa und dessen Anhängern. Dort studierte er die Philosophien des tibetischen Buddhismus.
1987 kehrte Schmerberg nach Deutschland zurück, wo er zunächst als Mode- und Werbefotograf tätig war. Es folgte eine Karriere als Werberegisseur.
Im Laufe seiner Karriere realisierte Ralf Schmerberg zahlreiche Arbeiten mit internationalen Marken, Musikgruppen und Magazinen, die mehrfach ausgezeichnet wurden. Schmerberg drehte neben Auftragsarbeiten für Apple, Nike, Levi’s, Lufthansa, die Stadt Paris, die Vereinten Nationen auch kurzfilmartige Musikvideos für Pussy Riot, Chaka Khan, Die Fantastischen Vier, Die Toten Hosen und Michael Franti. Daneben veröffentlichte er zahlreiche Editorials mit Magazinen wie 032c, Tempo, Jam und Qvest. Dabei gingen Schmerbergs Interessen immer über pure Ästhetik hinaus. Er ist überzeugt, dass die Bildsprache, wie sie in der Werbung und der Musikindustrie verwendet wird, humanistische Botschaften vermitteln, aber auch gegen bestimmte Missstände protestieren kann.

## Werk
1994 schuf Schmerberg seine erste fotografische Serie Der Stamm der weißen Krieger. Enttäuscht von der Rio-Konferenz 1992, reagierte Schmerberg, indem er die Ungleichheiten zwischen der ersten und der dritten Welt in dieser Serie von Schwarz-Weiß-Fotografien darlegte. 1996 drehte Schmerberg seinen ersten Film, Hommage à Noir, in Kamerun, für den er 1997 eine UNESCO-Nominierung erhielt. Mit dem Ziel, die Vorurteile seiner Zeit – nicht zuletzt seine eigenen – zu konfrontieren, wurde der Film zu einem visuellen Gedicht, einer Würdigung der afrikanischen Kultur mit all ihren Widersprüchen.
Schmerbergs zweiter Film widmete sich der deutschen Sprache. In POEM visualisierte er 19 Gedichte von renommierten Lyrikern wie Heiner Müller, Hermann Hesse und Hans Arp mit Darstellern wie u. a. Oscar-Preisträgerin Luise Rainer, Klaus Maria Brandauer und Herman van Veen. 2003 wurde der Film auf den Internationalen Filmfestspielen Berlin uraufgeführt.
2003 begründete Schmerberg dropping knowledge mit, eine interaktive Online-Plattform für sozialen Dialog, die sich mit der Frage befasste: „Who are we in the 21st century?“. In einer Zeit, in der Social Media noch in den Kinderschuhen steckte, war dropping knowledge ein Pionier der sozialen Vernetzung. Ursprünglich eine Reaktion auf den Irak-Krieg, produzierte die Initiative zahlreiche Social-Ad-Kampagnen, Dokumentationen und Kurzfilme unter copyleft-Lizenzen. In Zusammenarbeit mit Künstlern, Wissenschaftlern, Philosophen und Aktivisten aus der ganzen Welt wurde dropping knowledge ins Leben gerufen, um NGOs und andere Non-Profit-Organisationen in ihrer Tätigkeit zu unterstützen und zu fördern.
Die Bewegung gipfelte im weltgrößten Runden Tisch, dem Table of Free Voices, der am 9. September 2006 auf dem Bebelplatz in Berlin stattfand. Schmerberg verbrachte die folgenden drei Jahre damit, das Bildmaterial der Veranstaltung zu seinen dritten Film, Problema, zusammenzuschneiden. Dieser wurde 2010 unter einer Creative-Commons-Lizenz veröffentlicht.
2007 gründete Ralf Schmerberg die Mindpirates, ein Kollektiv aus bildenden Künstlern, Filmemachern, Musikern, Designern und Kuratoren, das sich mit Aspekten der zeitgenössischen Kultur, Soziologie und Ökologie auseinandersetzte. In den Folgejahren entstanden so zahlreiche Ausstellungen, Veranstaltungen und Filme, darunter die Dokumentation Trouble – Teatime in Heiligendamm beim G8-Gipfel in Heiligendamm 2007, die 2008 mit dem Cinema for Peace–Award für Most Valuable Documentary of the Year ausgezeichnet wurde. 2012 organisierte die Gruppe ein 24-Stunden-Happening mit dem Titel The Lovers, das einen Diskurs über Utopien, Träume und die Beziehung zwischen Mensch und Natur auslöste. Die Veranstaltung wurde im Folgejahr in der Ausstellung Odyssey of The Lovers dokumentiert. Das Kollektiv betrieb von 2015 bis 2017 den Projektraum The Hole – Institut für Sehsüchte in Berlin-Kreuzberg.
Egal, ob als Filmemacher, Künstler oder Aktivist, die Kamera ist Ralf Schmerbergs ständiger Begleiter. So entstand über die Jahre ein umfangreiches fotografisches Werk. Ein Ausschnitt daraus erschien 2005 im Hatje-Cantz-Verlag unter dem Titel Dirty Dishes. Mit knapp 200 Fotografien wird hier der verschwenderische Umgang mit Nahrungsmitteln in Konsumgesellschaften dokumentiert.
Zwischen 2014 und 2019 arbeitete Schmerberg an einem fotografischen und kinematographischen Projekt über Indien mit dem Titel Indarella. Während der Musikaufnahmen in Indien wurde 2018 zwischen den dort teilnehmenden Musikern der Music Ashram ins Leben gerufen, der sich in Berlin durch internationale Künstler, Performer und Musiker weiter formierte. Der Music Ashram ist Schmerbergs Herzensprojekt und wichtiger Bestandteil seiner Inspirationsquelle. Im Frühjahr 2021 veröffentlicht die Gruppe ihr erstes Album, Staub.
Während des ersten Corona-Lockdowns 2020 arbeitete Schmerberg an seinem jüngsten Film, Yesterway, der das Momentum der aktuellen Weltkrise aufgreift, um die Gesellschaft in eine Meditation über das „vergangene“ Leben zu begleiten und dabei die Frage stellt: „Wohin wollen wir zurück?“. Der Film bedient sich ausschließlich des filmografisch-künstlerischen Archivs der Produktionen Schmerbergs. Die Filmmusik entstand unter der Leitung von Tobias Feltes und in Verbindung mit Aufnahmen des Music Ashram.
Derzeit widmet sich Ralf Schmerberg dem Aufbau eines internationalen Kulturzentrums in einer ehemaligen Industriehalle der AEG in Berlin-Oberschöneweide.

## Filmografie (Auswahl)
- 2020: Yesterway
- 2019: Indarella
- 2010: Problema
- 2003: Poem
- 1996: Hommage à Noir

## Ausstellungen (Auswahl)
- 2020: Coming Home – Heitsch Gallery, München[14]
- 2019: Bing Bäng Over Gone – Atelier Ralf Schmerberg, Berlin
- 2016: VisualLeader 2016 – Deichtorhallen, Hamburg[15]
- 2016: An Innocent Mind Has No Fear – 032c Workshop, Berlin[16]
- 2014: Greetings From Our Planet – Bryce Wolkowitz Gallery, New York[17]
- 2014: AugenscHmERZ – pavlov’s dog, Berlin[18]
- 2013: Der Tod Nimmt Sich Einen Tag Nach Dem Anderen – Mindpirates Projektraum, Berlin[19]
- 2010: ARS Electronica Festival – ARS Electronica Center, Linz[20]
- 2008: Whole Lotta Love – Contemporary Fine Arts, Berlin
- 2001: The Good, The Bad And The Ugly – Miauhaus Gallery, Los Angeles
- 1999: Hommage à Noir – PaceWildenstein Gallery, New York
- 1995: Der Stamm der Weißen Krieger – Museum für Völkerkunde, Hamburg[21]
- 1993: Ansichten von Alexandra S. – Schirn Kunsthalle, Frankfurt am Main

## Auftragsarbeiten (Auswahl)
- 2017: Made in CNY, Apple, TBWA, Shanghai
- 2014: What Difference Does It Make?, Red Bull Music Academy
- 2012: La Vita è Bella, Fiat, Wieden + Kennedy, Shanghai
- 2012: Russia - Land of Quattro, Audi, thjnk Berlin
- 2011: Legacy, Levi’s, Wieden + Kennedy, Portland
- 2011: Holywood, Entega, DDB, Berlin
- 2010: Stromfresser / Café Endlager / Schneemann-Demo, Entega, DDB, Berlin
- 2008: Das Haus der Vorstellung, Hornbach, Heimat Berlin
- 2008: Bottled Courage, Just Do It, Nike, Wieden + Kennedy, Portland
- 2002: Under Five (UNKids/AIDS PSA), United Nations Foundation, Michael Conrad & Leo Burnett, Chicago
- 2002: Anthem & Wind, Hewlett-Packard, Goodby Silverstein & Partners, San Francisco; Under Five (UN Kids/AIDS PSA), United Nations, Leo Burnett, Chicago
- 1999: The Blind Man – Ville de Paris, BL/LB Leo Burnett, Levallois
- 1998: Michael Jordan, Nike, Wieden + Kennedy, Portland

## Auszeichnungen (Auswahl)
- 2016: LeadAwards, Gold in der Kategorie Mood- und Modefotografie des Jahres für An Innocent Mind Has No Fear, 032c Nr. 30/2016[22]
- 2012: LeadAwards, Creative Leader of the Year[23]
- 2012: Clio Award, Silber für Levi’s Legacy[24]
- 2011: Lucerne International Film Festival, „Bester Documentarfilm“ für Problema[25]
- 2010: Cannes Lions, Gold für Schneemanndemo[26]
- 2009: ADC Awards, Grand Prix für Haus der Vorstellung[27]
- 2008: Cinema for Peace Award, Most Valuable Documentary of the Year: Trouble – Teatime in Heiligendamm[2]
- 2007: ADC Awards, Silber für Table of Free Voices und dropping knowledge[28]
- 2007: LeadAwards, Silber in der Kategorie WebDesign des Jahres[29]
- 2007: Prix ARS Electronica, Erwähnung in der Kategorie Digital Communities: dropping knowledge
- 2004: AICP Awards, Erwähnung in der Kategorie Editorial für School und Wind[30]
- 2004: Grimme Online Award für Poem
- 1998: Deutscher Kamerapreis für Hommage à Noir
- 1997: UNESCO Awards Nominierung für Hommage à Noir
- 1994: Polaroid European Final Art Award
- 1990: Kodak Nachwuchsförderpreis